# Leukerbad
Leukerbad (francouzsky Loèche-les-Bains) je obec ve švýcarském kantonu Valais, okrese Leuk. Žije zde přibližně 1 400 obyvatel.

## Geografie
Středisko zimních sportů a termálních lázní leží v zadní části údolí Dalatal (odvozeno od potoka Dala) v nadmořské výšce 1411 až 2700 m. Údolí je na severozápadě ohraničeno horským pásmem od Leeshörneru po vrcholy Rinderhorn a Balmhorn s hlubokým sedlem v průsmyku Gemmipass, na druhé straně údolí se tyčí Ferdenrothorn, Majinghorn s ledovcem a Torrenthorn.

## Historie

Letecký pohled (1955)

Horké prameny v Leukerbadu jsou známé již od římských dob a Leukerbad je dosud lázeňským střediskem.
Před rokem 1798 tvořil Leukerbad (obec asi od roku 1315) spolu s obcí Leuk jednu třetinu okrsku Leuk. Ze středověku se dochovala věž Maenchet. Leukerbad byl původně podřízen farnosti Leuk. Kostel zasvěcený svaté Barboře byl postaven v letech 1484–1486 a v roce 1501 se stal farním kostelem. Nový kostel Panny Marie byl postaven v roce 1864. Vedle katolické farnosti zde působí také farnost reformovaná; v roce 2000 se k ní hlásilo asi 10 % obyvatel.
Lázně byly proslulé již v konfederaci na konci 15. století. Nejvýznamnějším ze zhruba 20 pramenů je Lorenzquelle (51 °C). Lázeňský život zažíval od 18. století stálý vzestup. V letech 1739–1741 byla prodloužena silnice Gemmiweg, která spojila Leukerbad s oblastí Berner Oberland, a v 19. století byla vybudována silnice do údolí Rhôny.
Maison Blanche je nejstarší hotel v Leukerbadu. První budova byla postavena v 17. století a poté, co ji v roce 1719 zničily laviny, byla přestavěna na pětipatrový kamenný dům se sedlovou střechou. Až do roku 1830 zde pobývala většina lázeňských hostů.
V 18. století byly Leukerbad celkem čtyřikrát zasaženy silnými lavinami. Po roce 1719 zasáhly laviny centrum obce také v letech 1720, 1756 a 1767 a zničily mnoho domů.
Poté, co se do roku 1830 podařilo zajistit lepší ochranu proti lavinám, bylo v obci postaveno několik nových hotelů a starý dům Maison Blanche prošel kompletní rekonstrukcí. Pro horskou zemědělskou vesnici ve Valais neobvykle byla v letech 1834-1836 postavena klasicistní hotelová budova Hotel de France. Po vybudování průjezdné silnice z Leuku do Leukerbadu následovaly ve 40. letech 19. století další dvě neoklasicistní budovy, Hotel des Alpes a Hotel Bellevue. V roce 1850 měl Leukerbad již sedm hotelů a penzionů, čímž se stal průkopníkem rozvoje horské a lázeňské turistiky v celém švýcarském regionu. Všechny hotely se nacházely v blízkosti starého centra obce. V roce 1885 byla v obci postavena anglická kaple, která sloužila velkému počtu anglických turistů. Ve stejné době měl Leukerbad dobrou pověst jako lázeňské středisko. Podle švýcarského lázeňského almanachu z roku 1886 měly termální prameny pomáhat proti "chronickým kožním chorobám, revmatismu, skrofulóze, nervovým poruchám, bledosti a duševnímu přepracování".

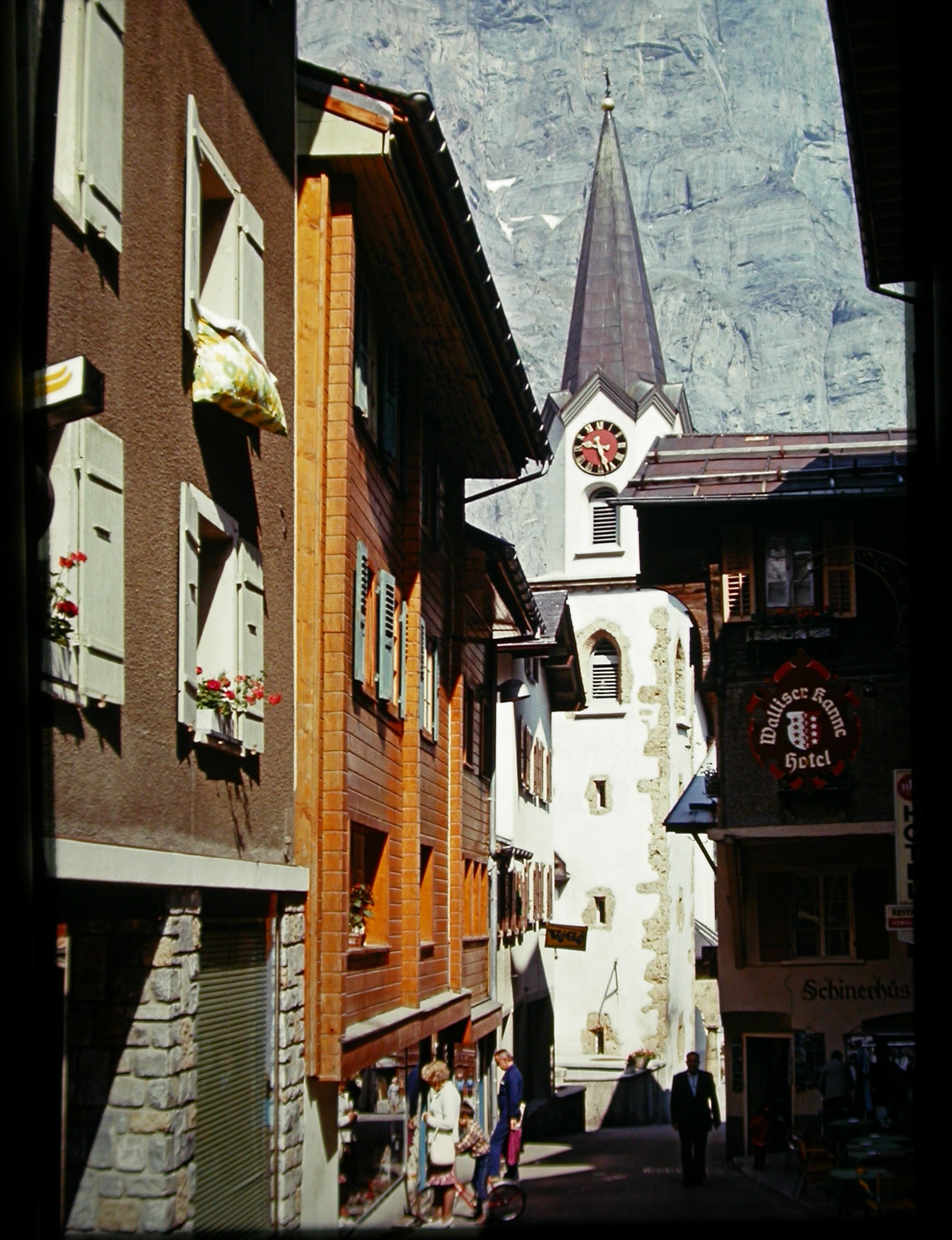
Centrum obce

Elektrifikace velkých hotelů byla z velké části dokončena v roce 1896. V roce 1910 dostalo všech osm velkých hotelů, které nabízely celkem 900 lůžek, ústřední topení a mezi lety 1910–1920 se zde ubytovalo v průměru 17 000 hostů ročně. V roce 1916, uprostřed první světové války, zde bylo přes 20 000 návštěvníků. Kromě lékařské péče v rámci lázeňského pobytu byl již v této době lázeňským hostům nabízen sportovní program sestávající z kulečníku, tenisu na trávě, kroketu, badmintonu a stolního tenisu. V roce 1915 byly lázně Leukerbad napojeny na železniční síť tratí vedoucí do Leuku. Od roku 1957 jezdí z Leukerbadu lanovka na Gemmi a od roku 1971 další na Torrenthorn. Hotelová a lázeňská společnost založená v roce 1896 byla jednou z organizací, které se zasloužily o rozvoj střediska v turistickou destinaci (zejména pro zimní sporty).
Koncem 20. a ve 30. letech 20. století prošel cestovní ruch v Leukerbadu zásadní změnou. Bohaté vyšší vrstvy, které byly dříve hosty Leukerbadu, přišly o většinu svého majetku. V důsledku toho se výrazně změnila struktura hostů v Leukerbadu, kteří se stále více zaměřovali na střední třídu jako hosty.
Dne 24. května 1957 byla slavnostně otevřena lanovka Leukerbad – průsmyk Gemmipass. Umožnila hostům dostat se do výšin Gemmiwandu, aniž by museli absolvovat náročný pěší výstup na Gemmipass. Původně byla určena pouze pro letní turistiku. Teprve v 60. letech 20. století se Leukerbad začal rozvíjet směrem k lyžařské turistice. Od poloviny 90. let se v Leukerbadu každé léto koná mezinárodní literární festival.
V 80. a 90. letech 20. století vedly značné investice (včetně sportovního centra, radnice, vícepodlažního parkoviště) k velkému zadlužení; dluhy obce Leukerbad činily k 31. prosinci 1997 přibližně 170 milionů franků. V důsledku toho byl Leukerbad mezi lety 1998 a 2004 první švýcarskou obcí, na kterou kanton uvalil nucenou správu. Soudní proces proti bývalému starostovi Otto G. Loretanovi trval několik let. V únoru 2007 Spolkový soudní dvůr potvrdil rozsudek kantonálního soudu ve Valais a Loretan byl odsouzen ke čtyřem a půl letům vězení za podvody, daňové podvody, padělání dokumentů a nesprávný výkon funkce. Podmíněné tresty dostali také obecní úředník a bývalý ředitel autobusové společnosti, zatímco architekt byl již v roce 2004 odsouzen ke dvěma a půl roku vězení.

## Obyvatelstvo
| Rok            | 1850 | 1900 | 1950 | 2000 | 2010 | 2011 | 2012 | 2013 | 2014 | 2015 | 2016 | 2022 |
| Počet obyvatel | 557  | 613  | 505  | 1431 | 1633 | 1596 | 1586 | 1535 | 1492 | 1475 | 1433 | 1295 |

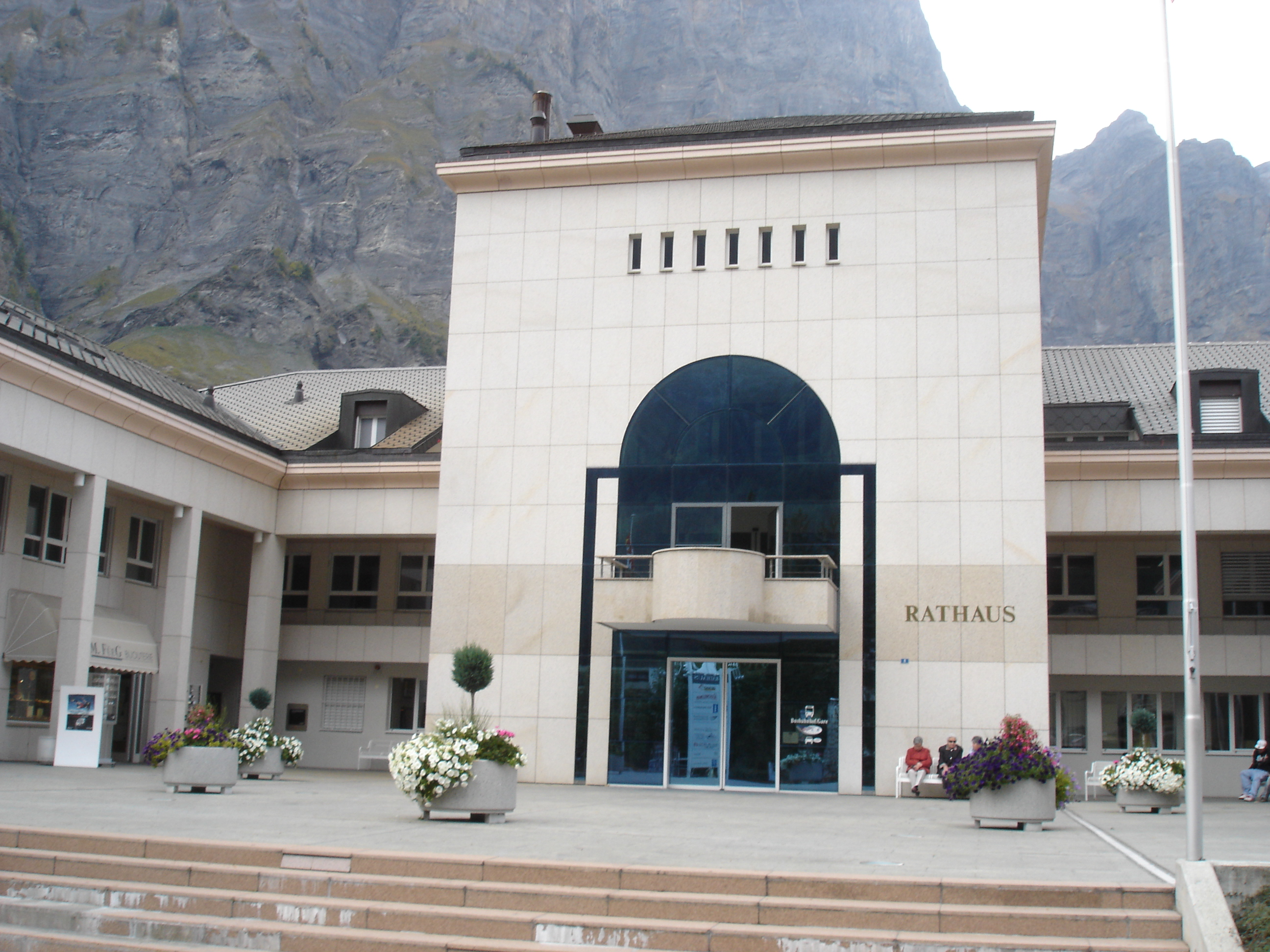
Obecní úřad

Leukerbad zaznamenal mezi lety 2010 a 2019 největší pokles počtu obyvatel ze všech obcí ve Valais, a to o 19 %.

## Turismus

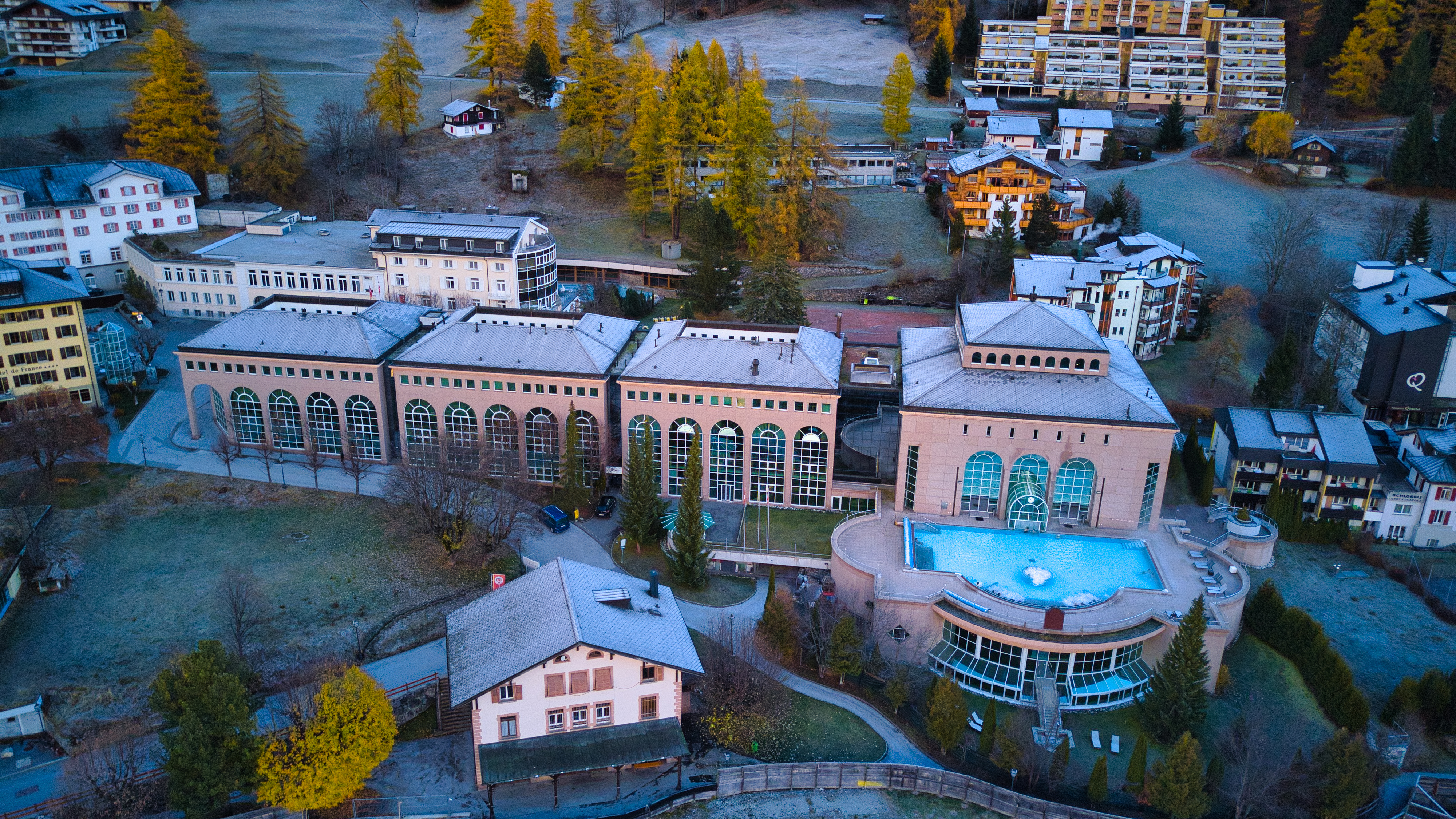
Lázně Alpentherme

Průsmyk Gemmipass byl již ve středověku důležitou spojnicí mezi kantonem Bern a kantonem Valais. Od roku 1957 vede z Leukerbadu (1411 m n. m.) do průsmyku (2314 m n. m.) lanová dráha Gemmi. V roce 2012 byla modernizována. V létě je Gemmi výchozím bodem pro pěší turisty do Kanderstegu, Adelbodenu a na via ferratu Daubenhorn. Přímo pod horní stanicí byla vybudována 330 metrů dlouhá via ferrata Gemmiwand.
V zimě jsou zde k dispozici běžecké tratě, sáňkařské dráhy, trasy pro sněžnice a zimní turistické trasy a Gemmipass je také výchozím bodem pro lyžařské túry na Wildstrubel, Daubenhorn, Balmhorn a Steghorn. Turistická trasa přes Berghotel Schwarenbach do Kanderstegu je otevřena i v zimě jako zimní turistická trasa.

## Doprava
Obec leží na konci silnice Leuk – Inden — Leukerbad a silnice Wiler – Albinen — Leukerbad.
V roce 1915 byla otevřena železniční trať Leuk-Leukerbad-Bahn, která byla v roce 1967 zrušena a nahrazena autobusy. Nejbližší železniční stanice se od té doby nachází v Leuku. Spojení s okresním městečkem Leuk zajišťují autobusy Postauto.

## Osobnosti
- James Baldwin (1924–1987), americký spisovatel, pobýval v lázních Leukerbad